# Kleine Filipijnse kraai
De kleine Filipijnse kraai (Corvus samarensis) is een vogel uit de familie van de kraaien. De vogel werd in 1890 als aparte soort geldig beschreven door Joseph Beal Steere. Het is een vogel uit de Filipijnen die ook wel als ondersoort wordt beschouwd van de soendakraai (C. enca).

## Verspreiding en leefgebied
Deze vogel komt voor op de eilanden Samar en Mindanao.